# Гец (шелфов ледник)
Шелфовият ледник Гец (на английски: Getz Ice Shelf) заема част от крайбрежието на Западна Антарктида, край Брега Бакутис на Земя Мери Бърд, в акваторията на море Амундсен в Тихоокеанския сектор на Южния океан. Простира се между полуостровите Макдоналд Хайтс (131° з.д.) на запад и Мартин (115° з.д.) на изток. Дължина от запад на изток около 500 km, ширина от 30 до 100 km. В северозападната му част навътре в него се вдава заливът Ригли. Бреговата му линия е слабо разчленена, а от север се затваря от островите Сайпъл, Карни и Майстор, които са „зазидани“ в него.
Западната част на шелфовия ледник Гец е открита и топографски заснета през декември 1940 г. от американската антарктическа експедиция, ръководена от Ричард Бърд, а източната му част – през 1946 – 47 г. – от поредната американска антарктическа експедиция, отново с ръководител Ричард Бърд. Цялостно ледникът е заснет чрез аерофотоснимки и детайлно картиран през 1962 – 65 г. Ноеменуван е в чест на Джордж Гец, промишлен магнат от Чикаго предоставил самолет хидроплан и за двете експедиции.